# Laskar Pelangi
Laskar Pelangi (malaiisch für ‚Die Regenbogenkrieger‘) ist ein indonesisches Filmdrama aus dem Jahr 2008, das auf dem gleichnamigen Roman des indonesischen Schriftstellers Andrea Hirata basiert. Der Film thematisiert die Zukunftshoffnungen und den Kampf gegen die Armut einer Gruppe von zehn Schülern und ihrer beiden Lehrer. Die Gemeinschaft lebt im Dorf Gantong auf Belitung. Der Film wurde unter Zuschauern und Kritikern zu einem Erfolg. Er erzielte eines der besten Einspielergebnisse der indonesischen Filmgeschichte und erhielt eine Reihe lokaler und internationaler Auszeichnungen.

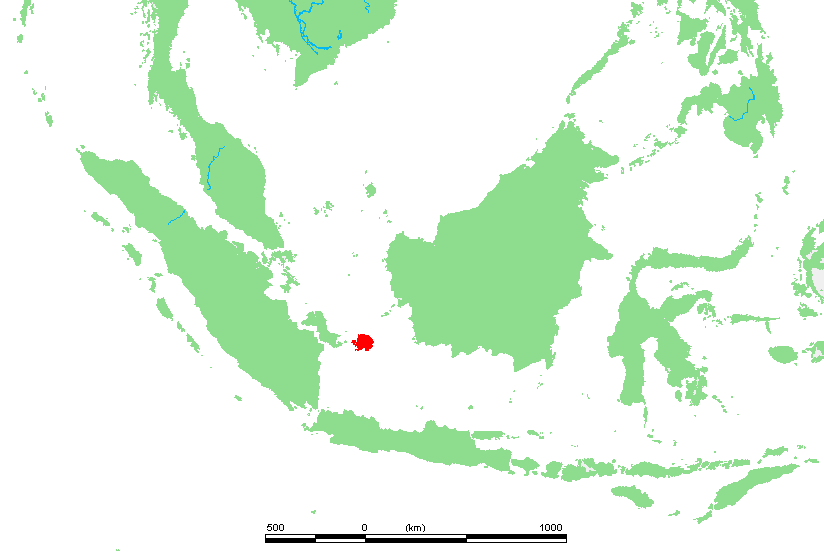
Lage Belitungs in Sumatra

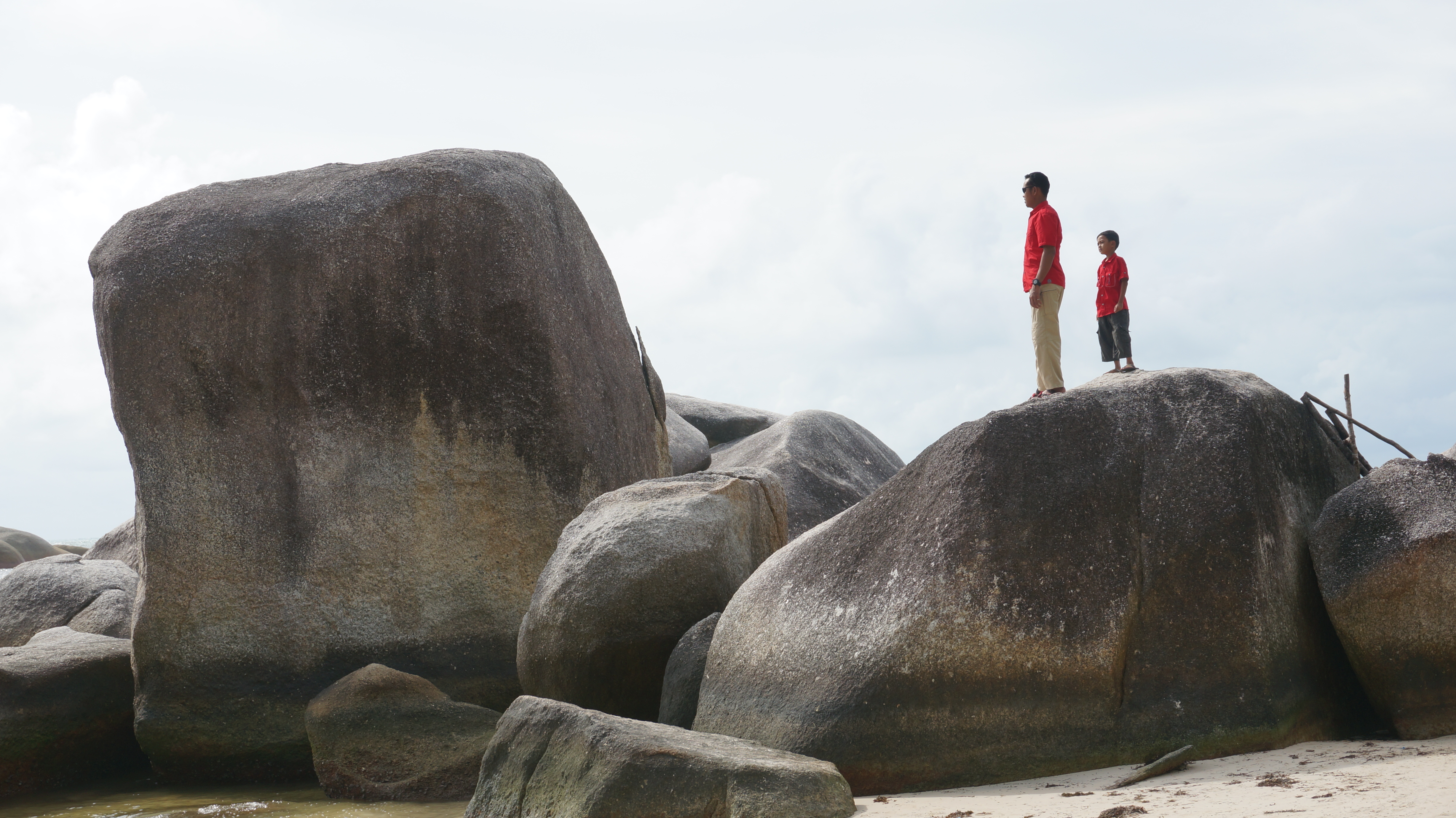
Der Strand Tanjung Tinggi, einer der Drehorte des Films

## Handlung
Belitung gilt aufgrund seines hohen Zinnvorkommens als eine der reichsten Inseln Indonesiens, doch die Verwaltung hindert die Einheimischen daran, an diesem Reichtum teilzuhaben. Die meisten Einwohner leben in Armut oder sind arbeitslos; Männer arbeiten meist für das staatseigene Zinn-Unternehmen PN Timah. Den Kindern dieser Haushalte wird eine gute Zukunft abgesprochen, da davon ausgegangen wird, dass sie ebenfalls dort arbeiten werden.
An einem Stichtag im Jahr 1974 warten die Lehrer der Grundschule SD Muhammadiyah Gantong, Ms. Muslimah, Mr. Harfan und Mr. Bakri auf die gesetzliche Mindestanzahl von 10 Schülern pro Klasse, die zur Betreibung einer Schule nötig sind. Bei der SD Muhammadiyah handelt sich um eine kleine Schule mit geringen finanziellen Mitteln, weshalb nur selten neue Schüler in die Schule kommen. Der erste Schüler ist Lintang, ein Junge aus der Küstenregion, dessen Vater ein Fischer ist, der nicht für seine Bildung sorgen kann. Schon bald kommen mehr Schüler an: Ikal, Mahar, Sahara, A Kiong, Borek, Kucai, Syahdan und Trapan. Als sie gerade beginnen, die Hoffnung auf einen zehnten Schüler zu verlieren, kommt Harun in der Schule an. Fünf Jahre später haben die Schüler eine enge Bindung zueinander aufgebaut. Eines Tages beobachten sie die Entstehung eines Regenbogens und Muslimah gibt ihnen den Spitznamen „Laskar Pelangi“ („Die Regenbogenkrieger“). Durch den Islam-Unterricht lehrt Harfan den Schülern verschiedene Lektionen über Durchhaltevermögen und Bescheidenheit. Zulkarnaen, der in der Muhammadiyah aushilft, zweifelt daran, dass die Schule bestehen bleiben könne, wenn die Schüler die sechste Klasse verlassen. Harfan ist sich aber sicher, dass sie die einzige Schule in der Gegend sind, die sich nicht nur auf Noten versteift, was zu einer höheren Erfolgsrate führe.
Mr. Mahmud, ein Lehrer der wohlhabenderen SD PN Timah, fühlt sich zu Muslimah hingezogen. Sie erwidert seine Liebe jedoch nicht und lehnt seine Aufforderungen ab, seiner Schule beizutreten, die viel besser sei, als die ihre. Kurz darauf wird jedoch festgelegt, dass die Schüler der SD Muhammadiyah ihre Abschlussprüfung in der SD PN zusammen mit deren Schülern schreiben sollen. Während der darauf folgenden Ferien lernen die Schüler Flo kennen, die Schülerin an der SD PN Timah ist. Sie gibt Mahar eine ihrer National Geographic-Sammlungen über den in Indonesien lebenden Asmat-Volksstamm. Der künstlerisch begabte Mahar bekommt von Muslimah die Aufgabe, sich einen Auftritt für den Karnevalswettbewerb zum Unabhängigkeitstag auszudenken, woraufhin er einen Tanz im Stil der Asmat vorschlägt. Zu Beginn werden die Schüler hierfür ausgelacht, später jedoch werden sie beklatscht und zum Gewinner erklärt. Flo, die den Tanz thematisch zu schätzen weiß, entscheidet sich, der SD Muhammadiyah beizutreten. Daraufhin beginnen die Noten der Schüler schlechter zu werden. Darüber hinaus offenbart Bakri Muslimah und Harfan, dass er ein Lehrangebot der staatlichen Schule SD Negri Banka angenommen hat. Als sie ihn zur Rede stellen, macht er sich über die Schule lustig. Muslimah und Harfan nehmen dies als göttlichen Anlass, härter zu arbeiten.
Muslimah fällt Harfans Blässe auf. Seine Frau teilt ihm mit, dass er nicht auf ihre Ratschläge höre. Einige Tage später findet Muslimah ihn tot an seinem Schreibtisch auf. Aus Trauer erscheint sie fünf Tage nicht zum Unterricht. Als sie entdeckt, dass die Schüler alleine weiterlernen, erwärmt dies ihr Herz und sie entscheidet sich in den Unterricht zurückzukehren. Etwas später wird ein in Gantong stattfindender Schulwettbewerb angekündigt. Für die SD Muhammadiyah treten Mahar, Ikal und Lintang an. Aufgrund Lintangs großartiger Rechenfähigkeit schaffen die Schüler es, auch diesen Wettbewerb zu gewinnen. Doch während des Wettbewerbs geht Lintangs Vater spontan zum Fischen und kommt dabei ums Leben. Lintang muss sich von nun an um seine zwei Geschwister kümmern. Er verkündet, dass er nicht mehr zur Schule kommen wird und verabschiedet sich ein letztes Mal.
Im Jahr 1999 erreichen die Auswirkungen der Zinn-Krise von 1980 Belitung, was den Bankrott der PN Timah zur Folge hat. Ikal besucht Lintang, der mittlerweile eine Frau und eine Tochter hat. Ikal teilt ihm mit, dass er ein Stipendium für die Universität Sorbonne in Paris erhalten hat. Diese sei die Traumstadt seiner Kindheit, da er von seiner ehemaligen Partnerin A Ling, die A Kiongs Cousine ist, eine Zeichnung von Paris erhalten habe. Aus dem Dialog der beiden geht auch hervor, dass aus Mahar ein Romanautor wurde. Später schickt Ikal Lintang einen Brief von der Sorbonne mit einem Bild des Eiffelturms, welches Lintang zur Motivation seiner Tochter zeigt.
Der Film endet mit einem Zitat aus dem 35. Kapitel der Verfassung Indonesiens: „Jeder Bürger hat das Recht auf eine angemessene Bildung.“

## Produktion und Bedeutung
Der Film kostete Medienberichten zufolge 8 Milliarden Rupiah (ca. 890.000 bis 1.000.000 US-Dollar im Jahr 2017 unter Berücksichtigung von Inflation) und wurde innerhalb eines Jahres produziert. Er erzielte ein Einspielergebnis von ca. 16,67 Millionen US-Dollar. Der Großteil der Kinderdarsteller stammt aus Belitung. Produzentin Mira Lesmana begründete diese Wahl damit, dass es keine Schauspieler gäbe, die eine tiefere Verbundenheit zu den Rollen verspürten, als diejenigen, die in Belitung geboren wurden und dort ihr Leben verbracht hätten.
Die Provinzregierung der Inselgruppe Bangka-Belitung erklärte im Jahr 2010 einige der im Film gezeigten Schauplätze zu Gebieten von kultureller und touristischer Bedeutung. Der Tourismuschef der Regierung, Yan Megawandi, gab an, dass diese Entscheidung hauptsächlich getroffen wurde, um finanzielle Mittel für die im Zentrum der Geschichte des Films und des Romans stehende Muhammadiyah-Grundschule zu sammeln.
Der lokale und internationale Erfolg des Films führte zu einem Tourismus-Boom auf Belitung, sodass die indonesische Fluggesellschaft Garuda Indonesia eine Direktverbindung von Jakarta nach Tanjung Pandan, der Hauptstadt Belitungs, wieder eröffnete. Ein Beamter der Provinzregierung berichtete, er habe keine konkreten Daten über einen Tourismusanstieg. In der ersten Woche, in der der Film lief, seien allerdings fast alle Sitze der Flüge von Jakarta auf die Insel ausgebucht gewesen. Der Großteil der Touristen habe zudem nach Informationen gefragt, wie man die Drehorte des Films besuchen könne.
Das Motto der in Belitung ansässigen Lokalzeitung Pos Belitung „Spirit Baru Negeri Laskar Pelangi“ bezieht sich auf den Titel des Films.

## Auszeichnungen
- Bester Film, Bandung Film Festival, 2009
- Bester Film, Festival Film Indonesia, 2009
- Nominierung in der Kategorie Bester Film und Bester Schnitt, Asian Film Awards, 2009
- SIGNIS Award, Hong Kong International Film Festival, 2009
- Goldener Schmetterling, 23. Internationales Kinderfilmfestival, Iran, 2009
- 3. Publikumspreis, 11. Far East International Film Festival, Italien, 2009[7]